# Chiesa della Beata Vergine Annunciata (Bardi)
La chiesa della Beata Vergine Annunciata è un luogo di culto cattolico dalle forme neoclassiche, situato a Boccolo de' Tassi, frazione di Bardi, in provincia di Parma e diocesi di Piacenza-Bobbio; è sede di una parrocchia compresa nel vicariato della Val Taro e Val Ceno.

## Storia
Il luogo di culto originario, dedicato a san Pietro, fu edificato in epoca remota e rimase a lungo unito alla chiesa di San Michele Arcangelo di Grezzo.
Nel 1565 la cappella fu elevata a sede parrocchiale autonoma.
Nel corso del XVII secolo la chiesa fu ricostruita.
Nel XIX secolo il tempio fu ristrutturato in forme neoclassiche.
Il 9 giugno del 1900 il luogo di culto fu solennemente riconsacrato dal vescovo di Piacenza Giovanni Battista Scalabrini e dedicato alla beata Vergine Annunciata.
Nel 1913 fu costruita la sagrestia.

## Descrizione

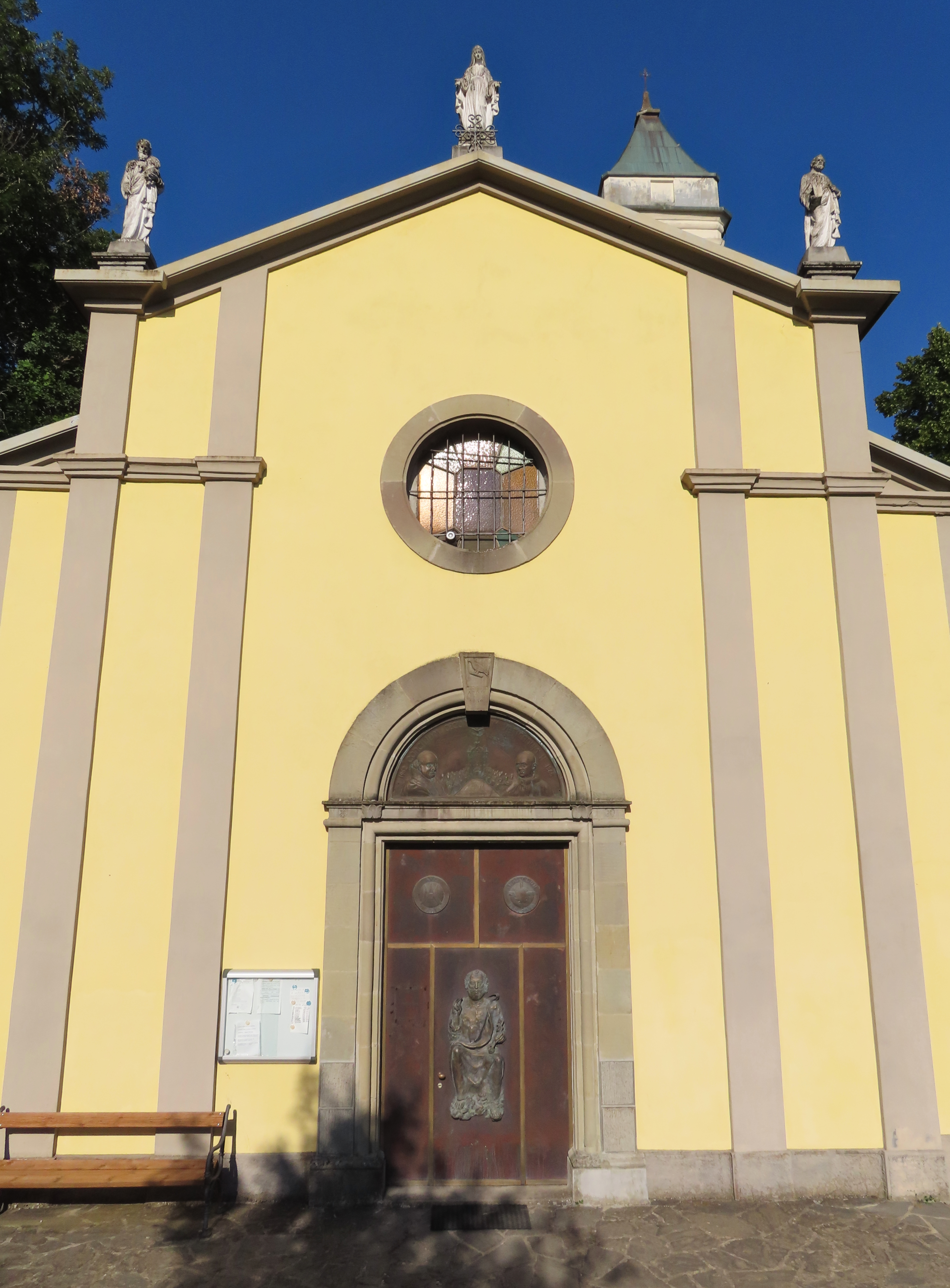
Facciata

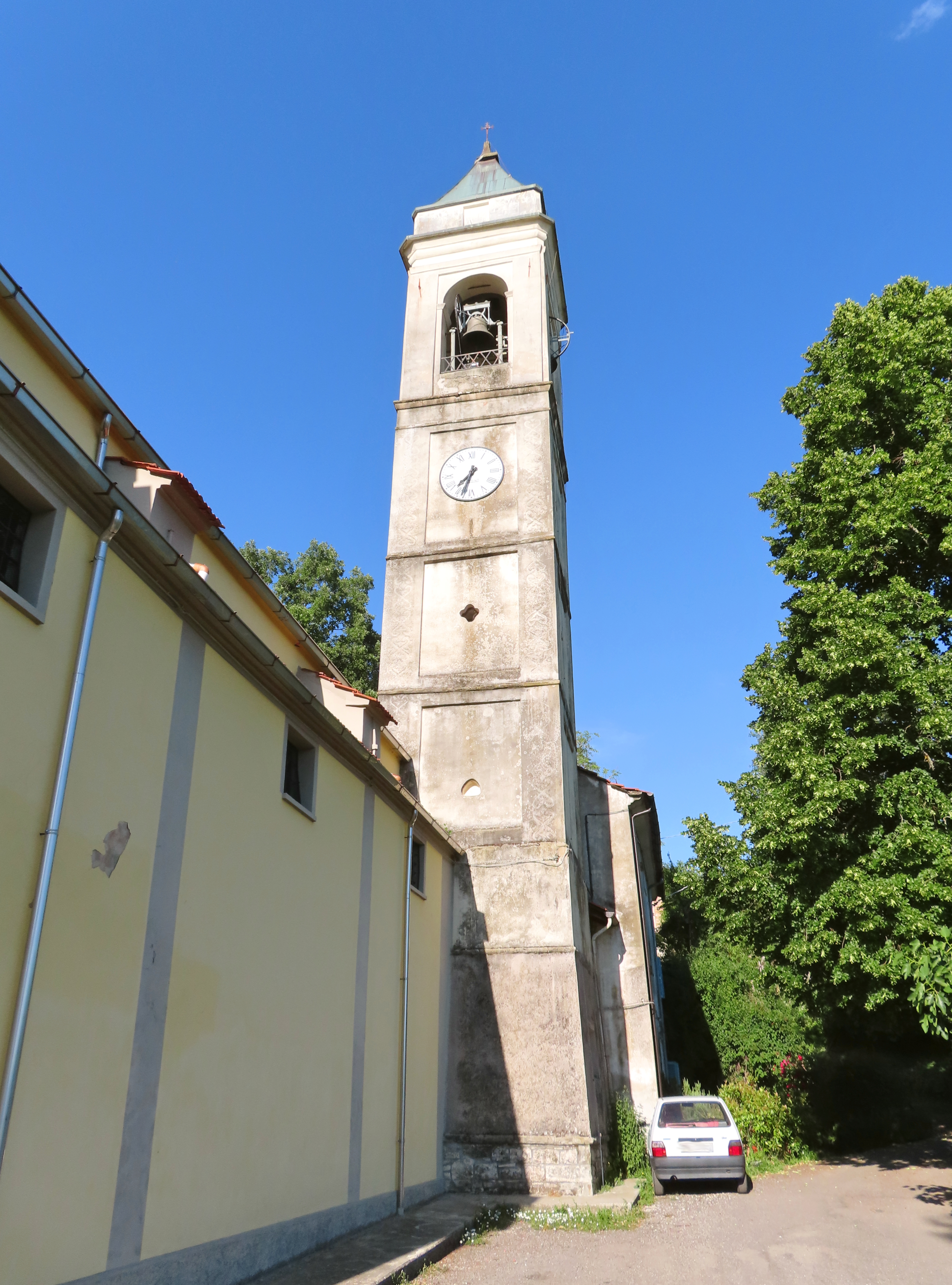
Campanile

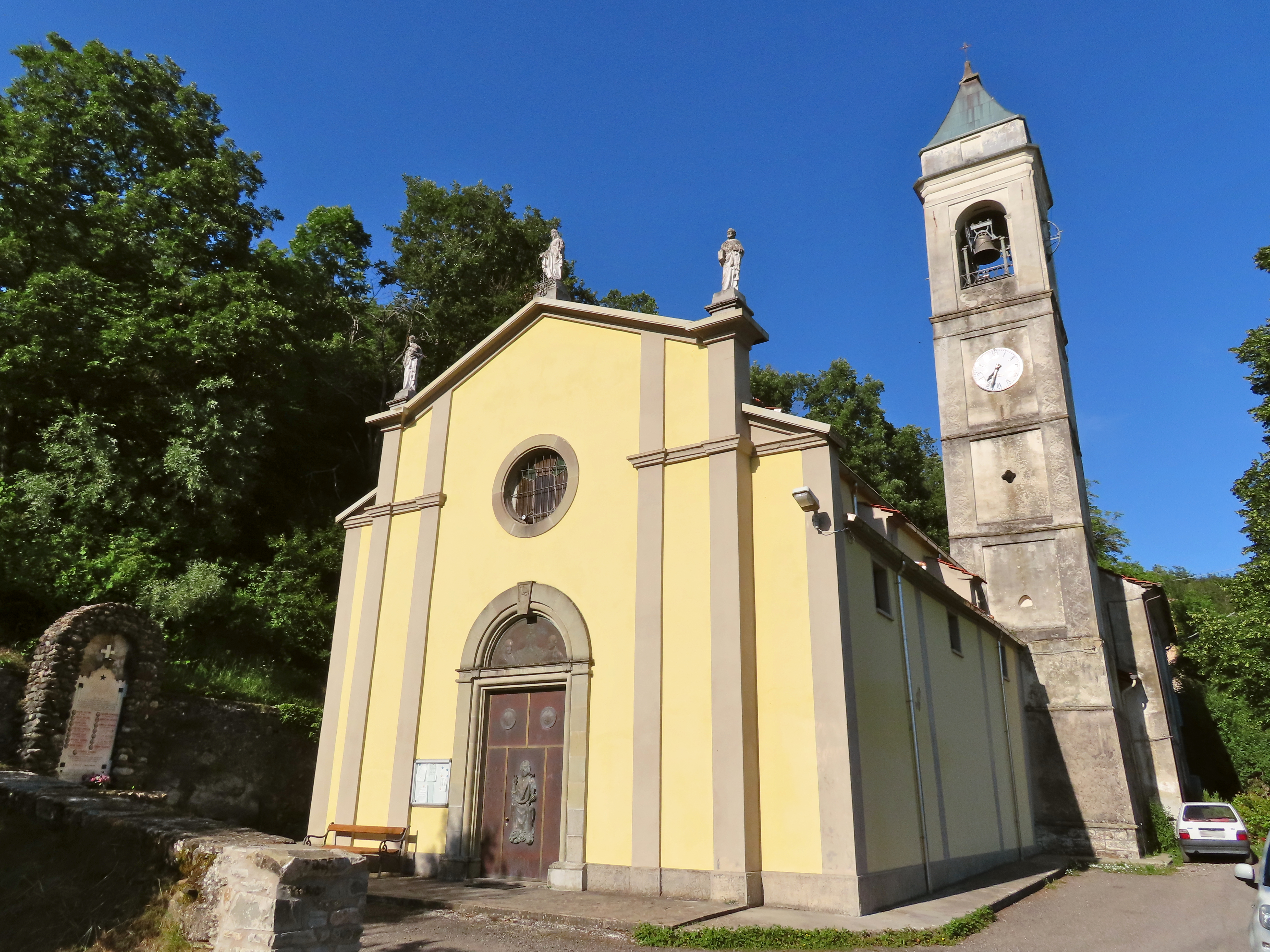
Facciata e lato sud

La chiesa si sviluppa su un impianto a navata unica affiancata da tre cappelle per lato, con ingresso a ovest e presbiterio a est.
La simmetrica facciata a salienti, interamente intonacata come il resto dell'edificio, è suddivisa verticalmente in tre parti. L'avancorpo centrale è tripartito da un doppio ordine di quattro lesene; nel mezzo è collocato l'ampio portale d'ingresso, sormontato da una lunetta contenente un altorilievo in rame sbalzato raffigurante i Papi Giovanni XXIII e Paolo VI; sul contorno è posta una cornice in conci di pietra; più in alto si apre un rosone incorniciato; lungo gli spioventi del tetto corre un cornicione in rilievo, sormontato dalle statue marmoree della Madonna al centro e di San Giuseppe e San Pietro alle estremità.
I fianchi sono illuminati da tre piccole finestre rettangolari in sommità; al termine del lato destro si erge su tre ordini, scanditi da fasce marcapiano e ornati con specchiature rettangolari, il campanile, elevato su un alto basamento a scarpa; la cella campanaria si affaccia sulle quattro fronti attraverso ampie monofore ad arco a tutto sesto, delimitate da lesene; a coronamento si staglia una guglia piramidale in rame. Sul retro il presbiterio si affaccia attraverso un'apertura centrale quadrata.
All'interno la navata è coperta da una volta a botte lunettata, ornata con affreschi raffiguranti nel mezzo una serie di ovali contenenti busti di santi e angeli e nelle vele vari simboli religiosi; i fianchi sono scanditi da lesene doriche, che delimitano le ampie arcate a tutto sesto delle cappelle voltate a botte; queste ultime sono rispettivamente dedicate al confessionale, al Sacro Cuore e a san Pietro sulla destra e al battistero, a san Rocco e alla Sacra Famiglia sulla sinistra.
Il presbiterio, lievemente sopraelevato, è preceduto dall'arco trionfale a tutto sesto, retto da paraste doriche; l'ambiente, coperto da una volta a botte dipinta, accoglie l'altare maggiore marmoreo a mensa, decorato con un paliotto in marmi policromi aggiunto tra il 1970 e il 1980; ai lati si erge una serie di lesene doriche a sostegno del cornicione perimetrale modanato.